# Kitto Eien ni
Singles de Crystal Kay
Kirakuni / Together
(2006) Konna ni Chikaku de...
(2007)
Kitto Eien ni est le 20esingle de la chanteuse Crystal Kay sorti sous le label Sony Music Entertainment Japan le 17 janvier 2007 au Japon. Il atteint la 12e place au classement de l'Oricon. Il se vend à 7 723 exemplaires et reste classé sept semaines pour un total de 19 615 exemplaires vendus.
Kitto Eien ni a été utilisé comme thème musical de fermeture du film Boku wa imōto ni koi o suru. Elle se trouve sur l'album All Yours, sur la compilation Best of Crystal Kay et sur l'album de remix The Best Remixes of CK.

## Liste des titres
| 1. | Kitto Eien ni (きっと永遠に)                          | Nishida Emi | Sakai Ryosuke   | 5:03 |
| 2. | As One                                                | Emi K.Lynn  | Ohnishi Katsumi | 5:05 |
| 3. | Kitto Eien ni -Studio Apartment Remix- (きっと永遠に) | Nishida Emi | Sakai Ryosuke   | 7:40 |
| 4. | As One -Remix-                                        | Emi K.Lynn  | Ohnishi Katsumi | 4:34 |
| 5. | Kitto Eien ni (Instrumental) (きっと永遠に)           | Nishida Emi | Sakai Ryosuke   | 5:01 |